# Wolfgang Albert Riederer von Paar

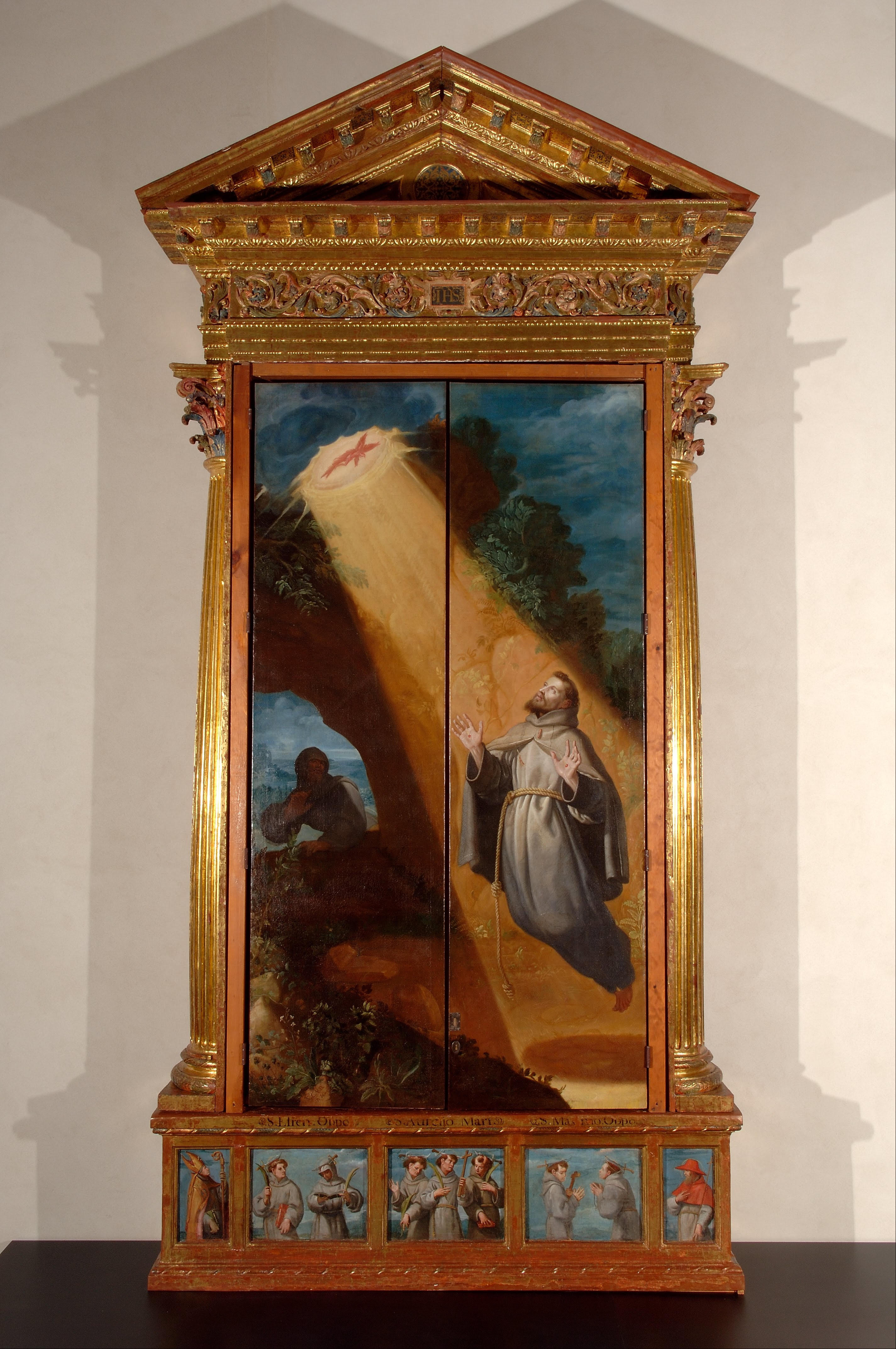
Altar-relicario de San Francisco por Bartolomé Carducho, que estuvo en el convento de San Diego de Valladolid donde Wolfgang Alberto tomó el hábito.

Wolfgang Albert Riederer von Paar, después conocido como fray Alberto, fue un noble y religioso franciscano germano-español.

## Biografía
Fue hijo del matrimonio formado por Hans Georg Riederer von Paar (-1625) e Isabella Maria von Aham, de la nobleza bávara. Tuvo varias hermanas:
- María Sidonia, dama de la reina Margarita, casada en 1603 con Diego de Zapata, II conde de Barajas.
- María Ana, casada con Diego Fernández de Córdova, I marqués de Guadalcázar.
- María Isabel, casada con Siegmund Friedrich von Trauttmansdorff (c. 1571-1631)

En su juventud Wolfgang y sus hermanas residieron en la corte del archiduque Carlos II, duque de Estiria en Graz, donde servía su padre. En 1598 se concertó el matrimonio de la hija de Carlos, Margarita, con Felipe III de España. Su hermana Sidonia fue nombrada dama de la flamante reina de España, tres semanas antes de que esta iniciase su viaje a España. Por su parte, Wolfgang Albert viajaría en el séquito como paje de Margarita, continuando en este cargo hasta 1599 en que fue nombrado portero.
Hacia 1601 decidió ingresar en la reforma alcantarina de la Orden Franciscana. Tomó el hábito como franciscano descalzo el 11 de noviembre de 1601 en el convento de San Diego de Valladolid, enclavado en el palacio real de la ciudad. Su toma de hábito fue un importante acontecimiento para la corte, entonces asentada en Valladolid, y contó con la presencia de los reyes Felipe III y Margarita de Austria, esta última era muy cercana a las hermanas de Wolfgang. Desde entonces sería conocido como fray Alberto.
Murió en fecha desconocida.